# Marco Albanesi
Marco Albanesi (Busto Arsizio, 4 marzo 1974) è un allenatore di pallacanestro italiano.
È stato allenatore-team leader della Nazionale italiana 3x3 al Mondiali 2016.
È stato allenatore della Nazionale Under-18 svizzera.